# (58534) Logos
Pour les articles homonymes, voir Logos (homonymie).
(58534) Logos est un astéroïde de la ceinture de Kuiper, de la catégorie des cubewanos, d'un diamètre estimé à 82 km. Cet objet possède un satellite naturel connu nommé Zoé.

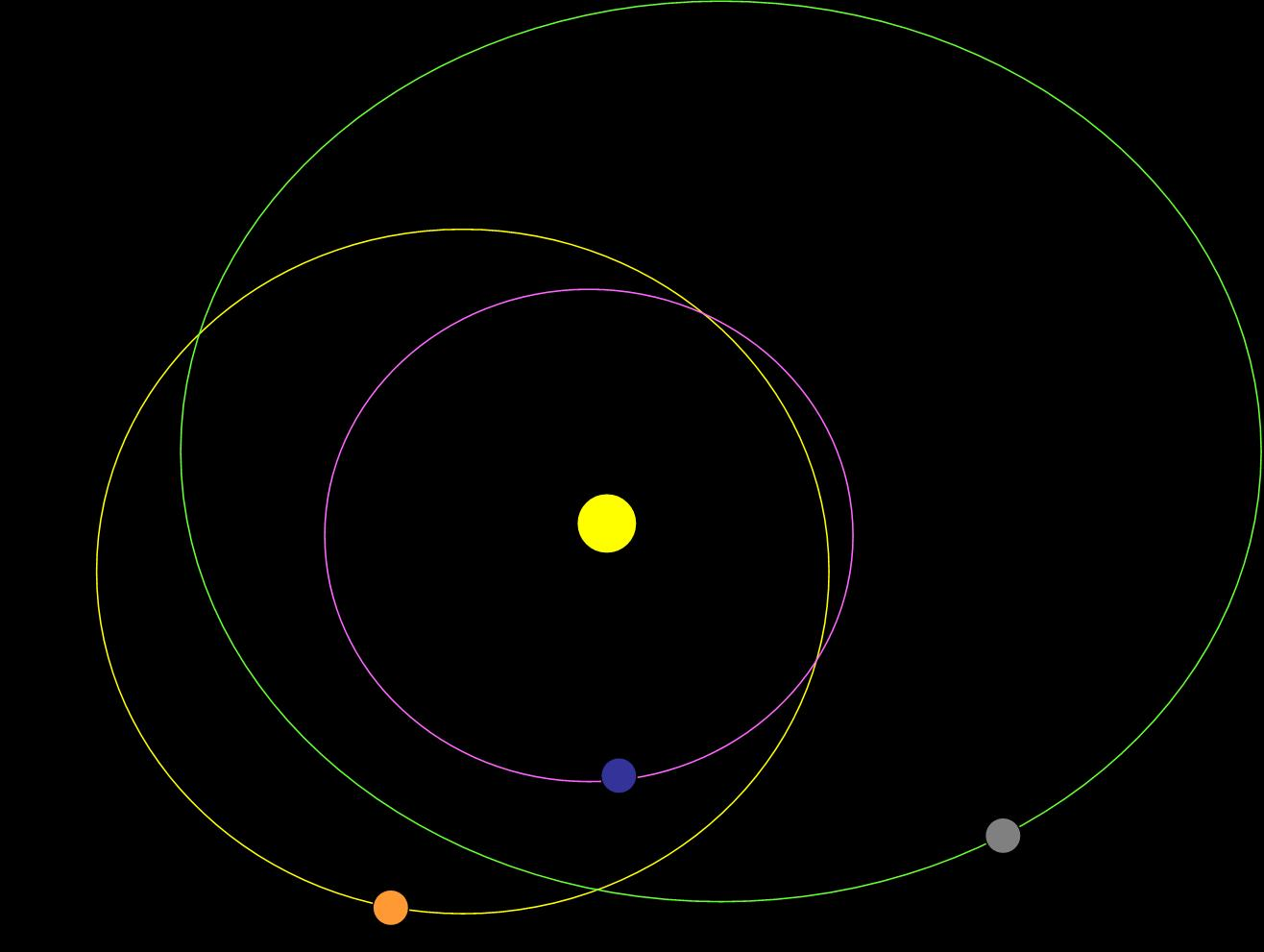
Les orbites de Neptune, Pluton et Logos,
Logos en gris, Pluton en orange, Neptune en bleue

## (58534) Logos et Zoé
Le compagnon de Logos fut découvert le 17 novembre 2001 par le télescope spatial Hubble. Les observations furent réalisées par K. S. Noll, D. C. Stephens, W. M. Grundy, J. Spencer, R. L. Millis, M. W. Buie, D. Cruikshank, S. C. Tegler et W. Romanishin et annoncées le 11 février 2002.
Il orbite à 8 000 km de Logos et mesure 63 km de diamètre. Il s'agit donc d'un système double.
Les noms de Logos et de Zoé sont issus de la tradition gnostique.